# Milan Jovanović (ur. 1983)
Milan Jovanović (ur. 21 lipca 1983 w Čačaku) – czarnogórski piłkarz grający na pozycji obrońcy, reprezentant kraju.
Kariera Juvanovicia rozpoczęła się w serbskim Boracu Čačak. Zanim w 2003 roku przeszedł do FC Vaslui. Następnie grał dla Mladosti Lučani i FK Železnik Belgrad. W FC Vaslui rozegrał tylko jeden sezon i postanowił przenieść się do Universitatei Krajowa. W 2005 roku powrócił do Serbii, by podpisać kontrakt z drugoligowym Radnički Nisz. Rok później ponownie wyjechał do Rumunii, tym razem związał się z klubem Unirea Urziceni. Od 2007 roku reprezentował barwy innego rumuńskiego zespołu – Universitatea Kluż. W latach 2009–2010 grał w Rapidzie Wiedeń, a w 2010 roku przeszedł do Spartaka Nalczyk. Występował również w takich klubach jak: FK Crvena zvezda, Łokomotiw Sofia, Padideh FC i FC Mashhad.
Milan Jovanović przyjął propozycję gry w reprezentacji Czarnogóry. Zadebiutował w 2007 roku meczem z Węgrami.